# Lendugrönbulbyl
Lendugrönbulbyl (Chlorocichla prigoginei) är en fågel i familjen bulbyler inom ordningen tättingar.

## Utseende och läte
Lendugrönbulbyl är en medelstor bulbyl med en kroppslängd på 20 centimeter. Den är rätt färglöst olivgrön med gul strupe, grått kring tygeln samt en blek ögonring. Den kan förväxlas med både sånggrönbulbyl och gulbukig grönbulbyl, men är mindre och mörkare. Lätet är okänt.

## Utbredning
Fågeln förekommer i skogar nedanför bergen i östra Demokratiska republiken Kongo (Lenduplatån och Butembo).

## Status
Fågeln är endast känd från några enstaka lokaler och tros därför ha ett mycket litet utbredningsområde som dessutom antas minska i omfång på grund av skogsavverkning. Världspopulationen uppskattas till mellan 2.500 och 10.000 vuxna individer. Internationella naturvårdsunionen IUCN kategoriserar därför arten som starkt hotad, men noterar att om dessa antaganden om populationsstorlek och trend bekräftas av studier skulle dess hotstatus möjligen uppgraderas till akut hotad.

## Namn
Fågelns vetenskapliga artnamn hedrar Alexandre Prigogine (1913-1991), rysk-belgisk ornitolog, geolog och kemist som sponsrade expeditioner till tropiska Afrika.  Tidigare kallades den Prigogines grönbulbyl eller prigoginegrönbulbyl även på svenska, men justerades 2023 till ett mer informativt namn av BirdLife Sveriges taxonomikommitté.